# Ude og Hjemme (1877-1884)
 For alternative betydninger, se Ude og Hjemme. (Se også artikler, som begynder med Ude og Hjemme)
Ude og Hjemme. Nordisk illustreret Ugeblad var et dansk ugeblad, der blev grundlagt af xylograf Frederik Hendriksen. Det eksisterede fra 1877 til 1884. En central skikkelse i bladet var Otto Borchsenius, som også lod mange af det moderne gennembruds folk komme til orde her.

## Historik
Frederik Hendriksen grundlagde i 1877 ugebladet Ude og Hjemme. Fra 1879 var Otto Borchsenius medredaktør. Holger Drachmann publicerede flere litterære stykker her, og Herman Bang offentliggjorde i 1879 tre forfatterportrætter i bladet. Andre bidragydere var forfatteren Henrik Pontoppidan (der i bladet havde sin debut) malerne Erik og Frants Henningsen og kunsthistorikeren Sigurd Müller.
Det var hovedsageligt danske forfattere, som skrev for Ude og Hjemme. Og den kunstneriske forening Bogstaveligheden havde også bånd til ugebladet. Desuden leverede en række norske forfattere, som Bjørnstjerne Bjørnson, Peter Christen Asbjørnsen, John Paulsen, Alexander Kielland og Jonas Lie originale bidrag til Ude og Hjemme. Erik Werenskiold gav tegninger og prøver på sin tegnekunst. Oscar Andersen var xylograf. Theodor Kittelsen fik sine allerførste eventyrillustrationer på tryk i ugebladet.
Ude og Hjemme ophørte i 1884 på grund af økonomiske problemer.